# Georg Koßmala
Georg Koßmala (22 octobre 1896 à Myslowitz, arrondissement de Kattowitz (de) - 18 mars 1945 à Oberglogau) est un Generalmajor allemand qui a servi au sein de la Heer dans la Wehrmacht pendant la Seconde Guerre mondiale.
Il a été récipiendaire de la croix de chevalier de la croix de fer avec feuilles de chêne. La croix de chevalier de la croix de fer et son grade supérieur, les feuilles de chêne, sont attribués pour récompenser un acte d'une extrême bravoure sur le champ de bataille ou un commandement militaire avec succès.

## Biographie
Peu après le début de la Première Guerre mondiale, début août 1914, Georg Koßmala s'engage comme volontaire de guerre dans l'armée prussienne. Il rejoint le 63e régiment d'infanterie.
Georg Koßmala est tué le 18 mars 1945 à Oberglogau en province de Basse-Silésie.

## Décorations
- Croix de fer (1914)
  - 2e classe
  - 1re classe
- Croix d'honneur pour combattant 1914-1918
- Agrafe de la croix de fer (1939)
  - 2e classe (6 octobre 1939)
  - 1re classe (22 août 1941)
- Insigne des blessés (1939)
  - en argent
- Médaille du Front de l'Est
- Croix de chevalier de la croix de fer avec feuilles de chêne
  - Croix de chevalier le 13 mars 1942 en tant que Oberst et commandant du Sicherungs-Regiment 3[1]
  - 435e feuilles de chêne le 26 mars 1944 en tant que Oberst et commandant du Grenadier-Regiment 6[2]
- Mentionné dans le bulletin quotidien radiophonique de l'Armée: le Wehrmachtbericht le 26 août 1944